# Kettle Falls

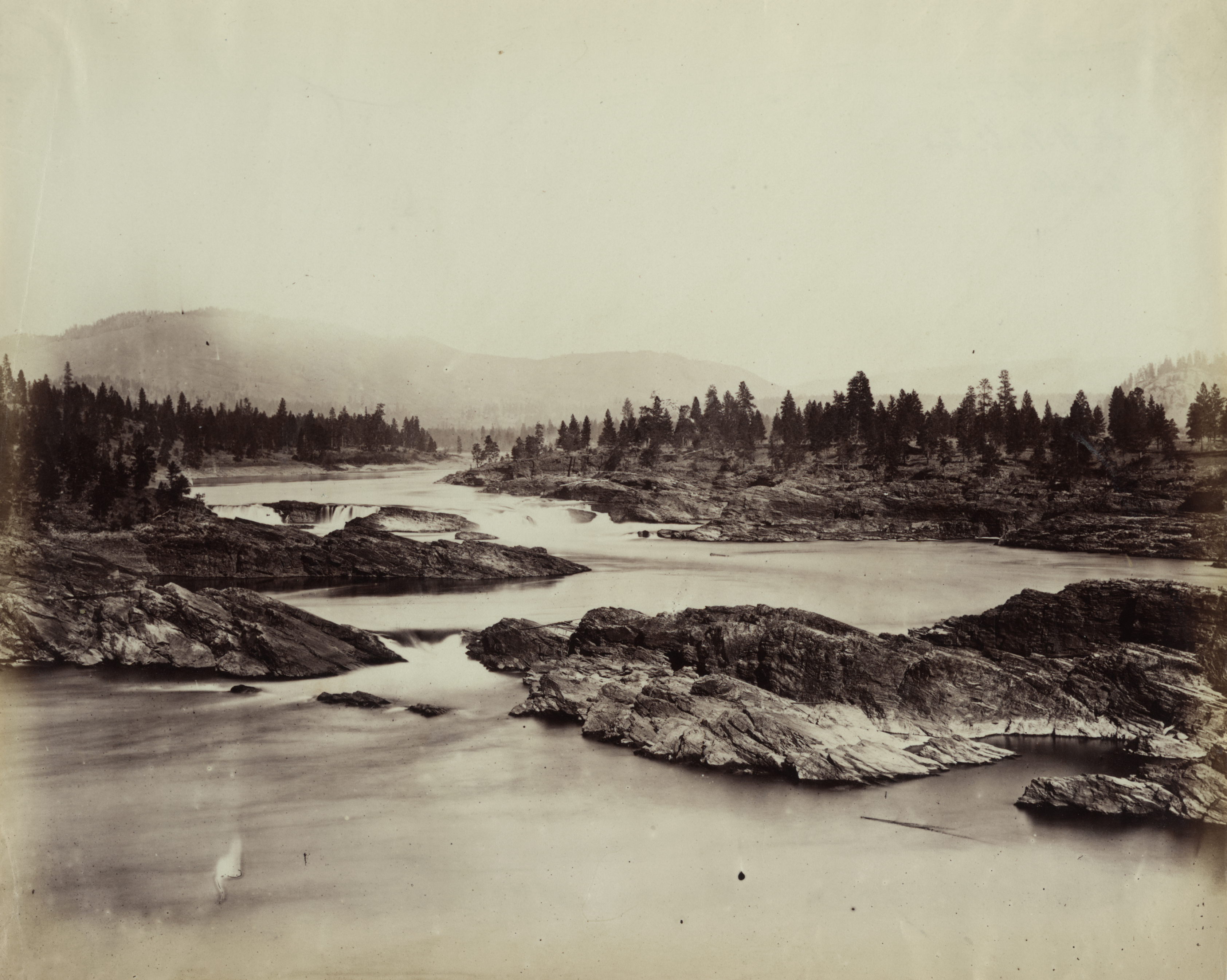
Die Kettle-Fälle im Jahr 1860

Die Kettle Falls oder Kettle-Fälle waren im Nordwesten der USA gelegene Wasserfälle in Form von Kaskaden und Stromschnellen. Die Fälle lagen im Stevens County im Nordosten des Bundesstaats Washington unweit der kanadischen Grenze.
In der Sprache der Okanagan, in deren traditionellen Territorium die Fälle liegen, hießen die Fälle sx̌ʷnitkʷ (große Fälle). In der Sprache der Binnen-Salish hießen sie Shonitkwu (lautes Wasser). 1940 verschwanden die Fälle im künstlich angestauten Wasser des Franklin Delano Roosevelt Lake. Bis dahin waren sie eine der wichtigsten Fangstellen für Lachse im Nordwesten der USA. Hier brach das Wasser des Columbia durch Quarzitlagen, die durch die Missoula-Fluten angelagert worden waren. Durch die Aufstauung rissen die Lachswanderungen ab, die zu den größten in Nordamerika zählten.

## Geschichte

### Traditionelle Lebensweise

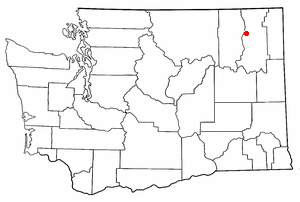
Lage der Kettle-Fälle im Osten Washingtons

Bereits vor 7000 v. Chr. lässt sich an den Kettle-Fällen Fischfang nachweisen, etwa seit dem Beginn der christlichen Zeitrechnung gab es eine kontinuierliche Nutzung durch immer die gleichen ethnischen Gruppen. Hier trafen sich sowohl Gruppen von den Gebieten entlang des Pazifik als auch Gruppen des Binnenlandes. Während der Fangsaison lagerten bis zu 14 Stämme zwischen Juni und Oktober an den Fällen und warfen ihre Speere bzw. legten ihre Fangkörbe vor Indian Island aus, einer Insel, die mitten in den Fällen lag. Dabei wurden nur die Tiere erlegt, die den Übergang über die Fälle nicht mehr schafften, und somit ihre Laichgebiete nicht erreichen konnten.

### Handelsposten, Missionare, Pocken

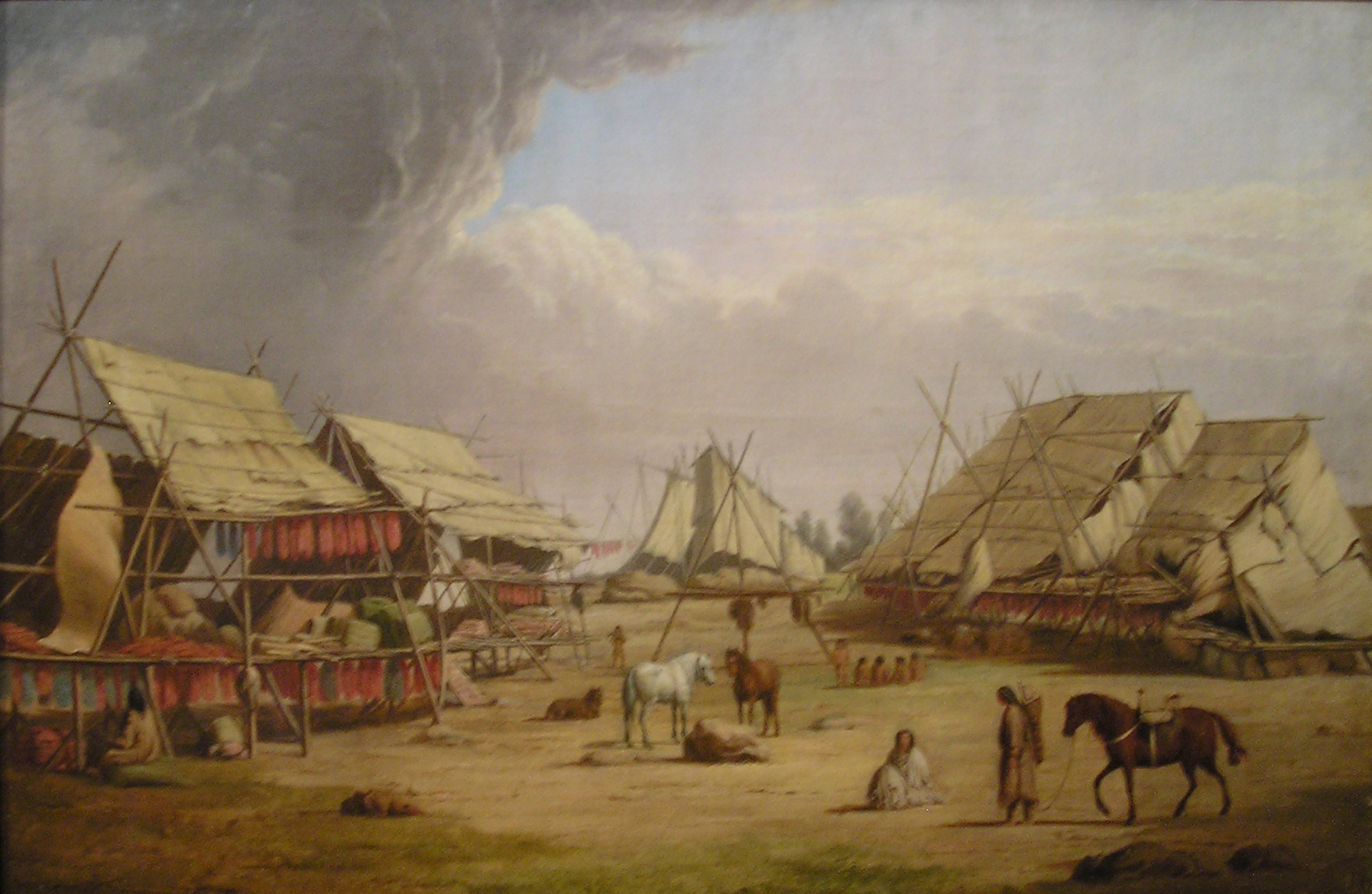
Indian Camp at Ft. Colvile, Paul Kane 1847, 45,7 × 74,3 cm, Royal Ontario Museum

Der Brite David Thompson erreichte am 19. Juni 1811 als erster Weißer die Fälle, die er Ilth koy ape nannte, nach einem Indianernamen für die Körbe, die man zum Fang einsetzte. Thompson, der zwei Wochen blieb, beschrieb die Fälle als eine Art umfassendes Rendezvous – so nannte man auch die großen Treffpunkte der Fallensteller und Pelzhändler – für Nachrichten, Handel und Siedlungsstreit. Die Stämme der Umgebung nahmen als Mediatoren an keiner kriegerischen Auseinandersetzung teil. 1825 errichtete die Hudson’s Bay Company einen Handelsposten nahe Fort Colvile. Französischen Händler nannten die Colville nach dem Wasserfall „Les Chaudières“.
Missionare nutzten den Treffpunkt so zahlreicher Gruppen, um für ihre Religion zu werben. So warben hier 1838 die katholischen Missionare François Norbert Blanchet (später Erzbischof von Oregon City, heute Portland) und Modeste Demers (später Bischof von Vancouver Island), etwa unter den Sanpoil. Der Jesuitenmissionar Pierre-Jean De Smet kam 1841 an die Wasserfälle und berichtete, die Indianer fingen jeden Tag bis zu 3.000 Fische. Nach 1847 verschwanden die protestantischen Missionare wieder aus der Region, doch die katholischen dehnten ihre Tätigkeit zu den Sanpoil aus und impften sie gegen die Pocken. Eine der missionierten Gruppen von Kettle Falls brachte allerdings die Pocken den Columbia aufwärts, und danach mieden die Sanpoil die Missionsstation an den Kettle-Fällen.

### Bebauung der Gegend durch die Weißen
1845 errichteten die Jesuiten hier eine Missionsstation, die St. Paul’s Mission.
1891 entstand über den Fällen ein Hotel, eine Spekulationsblase entstand, als die Eisenbahn hier Halt machen sollte. Doch als die Eisenbahngesellschaft Northern Pacific Railway sich für eine andere Trasse über das weiter nördlich gelegene Marcus entschied, verließen viele der rund 300 Siedler die Gegend wieder.

### Bau der Grand-Coulee-Talsperre
Mit dem 1933 begonnenen Bau der Grand-Coulee-Staumauer, die das Wasser über 120 m aufstaute, und durch die der Franklin Delano Roosevelt Lake entstand, verschwanden die Wasserfälle.
In einer „Zeremonie der Tränen“ betrauerten 8.000 bis 10.000 Indianer des betroffenen Stammes, der Colville, aber auch Gesandte der Yakama, Spokane, Nez Percé, Flathead, Blackfeet, Coeur d’Alene, Tulalip und Pend d’Oreille den Verlust des bedeutenden Platzes. Neben dem Verlust an Autarkie, weil der Lachs nicht mehr wandern konnte, an verbindenden Zeremonien und der Möglichkeit, weiträumige Versammlungen zu organisieren, verschwanden auch Gräber auf Indian Island.
Zusammen mit der Flutung der Priest Rapids, der Celilo Falls und der Cascades Rapids weiter flussabwärts beendete die Aufstauung des Wassers die traditionelle Lebensweise der Bewohner des Colville-Reservats.